# Реголит
Реголит е слой от рехав хетерогенен материал, покриващ твърди скали. Реголит има на Земята, Луната, други планети и някои астероиди. На Земята реголитът се е образувал вследствие на ерозия и биологични процеси и е съставен главно от седиментни скали. На небесни тела без атмосфера реголитът се образува от гравитационното натрупване на отломки, които се получават вследствие на сблъсъци с други обекти.
Наличието на реголит на Земята е една от главните причини за съществуването на живот, тъй като малко растения могат да живеят върху гола скала, а животните не биха могли да се заровят или да си направят убежище без свободен материал.
На Луната реголитът се е формирал под действието на микро-метеорити, които са разрушили повърхностните скали на прах. Този прах е по-светлоотразителен от базалта, от който са образувани лунните морета и затова изглежда по-светъл, гледан от Земята. Преди кацането на тежки апарати на повърхността на Луната (като Аполо 11) е имало съмнения, че реголитът може да се окаже прекалено рехав и да поддаде под тежестта на лунния модул и че модулът ще потъне под повърхността.